# Robert Lamm

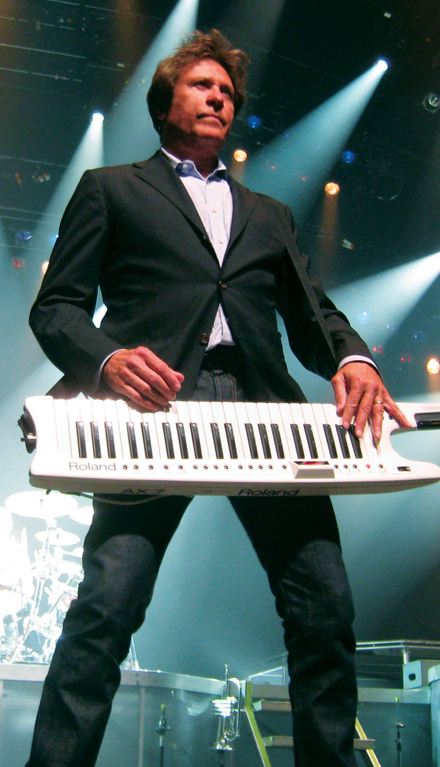
Robert Lamm live mit Umhängekeyboard

Robert William Lamm (* 13. Oktober 1944 in Brooklyn, New York City) ist ein US-amerikanischer Keyboarder, Gitarrist, Sänger und Songwriter. Er ist Gründungsmitglied der Rockband Chicago, für die er etliche ihrer größten Hits schrieb, darunter Questions 67 & 68, Does Anybody Really Know What Time It Is?, Beginnings, 25 or 6 to 4, Saturday in the Park, Dialogue (Part I & II)  und Harry Truman.

## Biografie

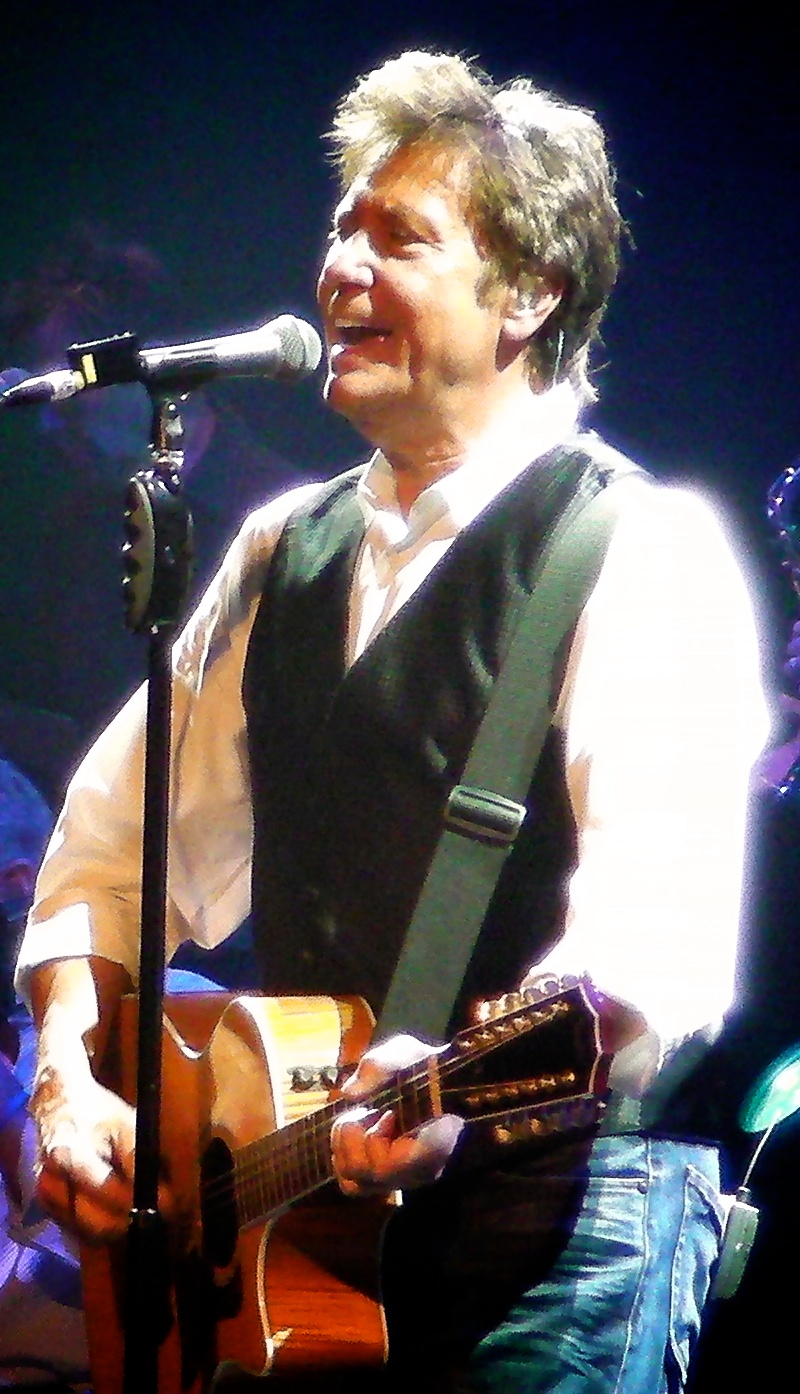
Robert Lamm live mit Gitarre

Lamm wurde am 13. Oktober 1944 im New Yorker Stadtbezirk Brooklyn geboren. Als Jugendlicher wurde er von der Jazz- und Musical-Musik inspiriert, die seine Eltern hörten, und sang in einem Kirchenchor. Mit 15 zog er nach Chicago, wo er Musik studierte.
1967 war Lamm eines der sechs Gründungsmitglieder der Band Chicago, die sich zunächst „Chicago Transit Authority“ nannte. Nach sechs erfolgreichen Alben mit der Band veröffentlichte Lamm 1974 das Soloalbum Skinny Boy.
1991 ging Lamm nach New York zurück. Seither erschienen eine Reihe weiterer Soloalben. Mit Gerry Beckley von der Band America und Carl Wilson von den Beach Boys bildete er das Trio Beckley-Lamm-Wilson, dessen Album Like a Brother im Jahr 2000 erschien, zwei Jahre nach Wilsons Tod.
Neben seinen Soloprojekten spielte Lamm weiterhin bei Chicago. Er war Gastdozent für Musikproduktion an der Stanford University sowie für Songwriting an der New York University. 2017 wurde er in die Songwriters Hall of Fame aufgenommen.

## Solo-Diskografie
- 1974: Skinny Boy
- 1993: Life Is Good in My Neighborhood
- 1999: In My Head
- 2000: Like a Brother (Beckley–Lamm–Wilson)
- 2003: Subtlety & Passion
- 2004: Too Many Voices (erweiterte Neuauflage von In My Head)
- 2005: Leap of Faith – Live in New Zealand
- 2006: Life Is Good in My Neighborhood 2.0
- 2006: Skinny Boy 2.0
- 2008: The Bossa Project
- 2012: Living Proof
- 2012: Robert Lamm Songs: The JVE Remixes
- 2020: Time Chill: A Retrospective